# Sagittaria isoetiformis
Sagittaria isoetiformis är en svaltingväxtart som beskrevs av Jared Gage Smith. Sagittaria isoetiformis ingår i släktet pilbladssläktet, och familjen svaltingväxter. Inga underarter finns listade.